# Conto de fadas

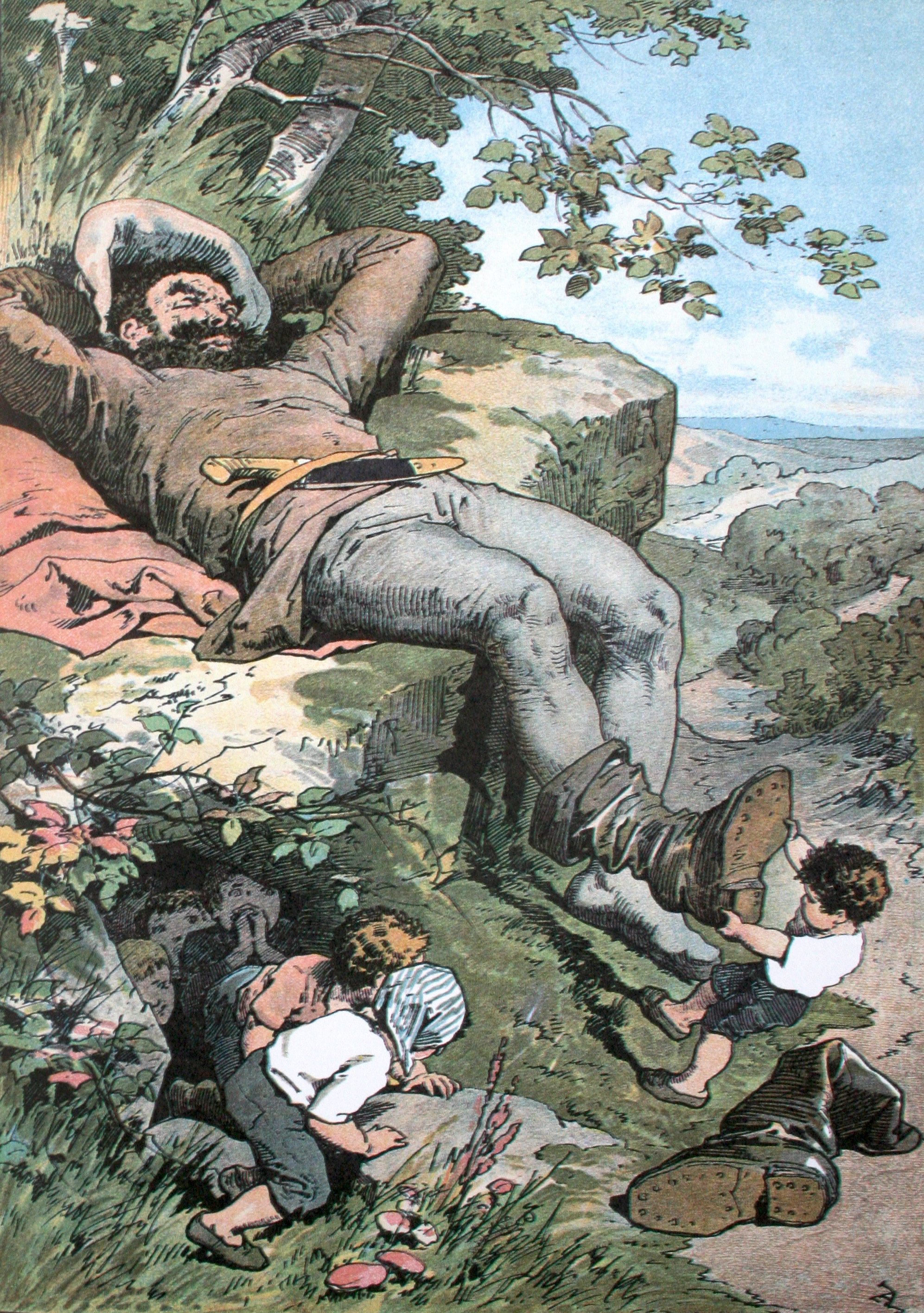
Ilustração de 1865 de O Pequeno Polegar

Um conto de fadas é um tipo de história que tipicamente apresenta personagens fantásticos do folclore, como dragões, elfos, fadas, gigantes, gnomos, goblins, grifos, sereias, animais falantes, trolls, unicórnios ou bruxas. A história também, via de regra, apresenta encantamentos. Contos de fadas se distinguem de outras narrativas folclóricas como as lendas (que, em geral, envolvem a crença na veracidade dos eventos descritos) e as histórias claramente morais, incluindo as fábulas. O termo é, acima de tudo, utilizado para histórias com origens na tradição europeia e, pelo menos nos séculos recentes, se relaciona em maior parte à literatura infantil.
Em contextos menos técnicos, o termo é também usado para descrever algo abençoado com uma felicidade incomum, como na expressão "final de conto de fadas" (um final feliz) ou um "romance de conto de fadas" (embora nem todos os contos de fadas tenham finais felizes). Popularmente, um "conto de fadas" ou "história de fadas" também pode significar qualquer história improvável. Neste caso, o termo é usado para qualquer história que não só não é verdadeira, mas não poderia ser verdadeira. Lendas são tidas como reais. Contos de fadas podem se transformar em lendas, nos casos em que a narrativa é tida como embasada em verdades históricas tanto pelo narrador quanto pelos ouvintes. Contudo, diferente de lendas e dos épicos, os contos de fadas, via de regra, contém apenas referências superficiais à religião e lugares, pessoas e eventos reais. Eles podem ocorrer num tempo indeterminado (geralmente marcado pela expressão era uma vez) ao invés de num tempo real.
Contos de fadas são encontrados tanto em tradições orais quanto em literárias, podendo variar de acordo com o seu contexto histórico. O nome "conto de fada" foi concebido pela primeira vez por Marie-Catherine d'Aulnoy no final do século XVII. Muitos dos contos de fadas atuais evoluíram de histórias seculares, que apareceram, com variações, em diversas culturas ao redor do mundo. A história do conto de fada é especialmente difícil de traçar, porque apenas formas literárias sobreviveram. Contudo, de acordo com pesquisadores das universidade de Durham e Lisboa, tais histórias podem ter se originado há milhares de anos, algumas até na Idade do Bronze, há mais de 6000 anos. Contos de fadas, e obras derivadas deles, ainda são escritas hoje em dia.
Os estudiosos do folclore classificaram contos de fadas de diferentes maneiras. O sistema de classificação de Aarne-Thompson e a análise morfológica de Vladimir Propp estão entre os sistemas mais notáveis. Outros folcloristas interpretaram os significados das histórias, mas nenhuma escola de pensamento foi definitivamente estabelecida para o sentido dos contos de fadas.

## Etimologia
A palavra portuguesa "fada" tem origem no termo latino fatum, que significa destino, fatalidade, fado etc. O termo se reflete nos idiomas das principais nações europeias: fée em francês, fairy em inglês, fata em italiano, Fee em alemão e hada em espanhol. Por analogia, os "contos de fadas" são denominados conte de fées na França, fairy tale na Inglaterra, cuento de hadas na Espanha e racconto di fata na Itália. Na Alemanha, até o século XVIII era utilizada a expressão Feenmärchen, sendo substituída por Märchen ("narrativa popular", "história fantasiosa") depois do trabalho dos Irmãos Grimm. No Brasil e em Portugal, os contos de fadas, na forma como são hoje conhecidos, surgiram em fins do século XIX sob o nome de contos da carochinha. Esta denominação foi substituída por "contos de fadas" no século XX.

## Origens

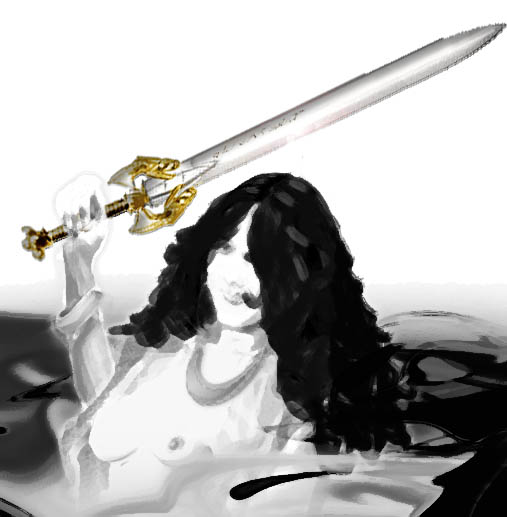
A Dama do Lago do Ciclo Arturiano

Fadas são entidades fantásticas, características do folclore europeu ocidental. Apresentam-se como mulheres de grande beleza, imortais e dotadas de poderes sobrenaturais, capazes de interferir na vida dos mortais em situações-limite. As fadas também podem ser diabólicas, sendo corriqueiramente denominadas "bruxas" em tal condição; embora as bruxas "reais" sejam usualmente retratadas como megeras, nem sempre os contos descrevem fadas "do mal" como desprovidas de sua estonteante beleza.
As primeiras referências às fadas surgem na literatura cortesã da Idade Média e nas novelas de cavalaria do Ciclo Arturiano, tomando por base textos-fontes de origem reconhecidamente céltico-bretã. Tal literatura destaca o amor mágico e imortal vinculado às figuras de fadas como Morgana e Viviana, o que evidencia o status social elevado das mulheres na cultura celta, na qual possuíam uma ascendência e um poder muito maiores do que entre outros povos contemporâneos (ou posteriores). Conforme destaca Coelho:

## Características dos contos de fadas
- Podem contar ou não com a presença de fadas, mas fazem uso de magia e encantamentos;
- Seu núcleo problemático é existencial (o herói ou a heroína buscam a realização pessoal);
- Os obstáculos ou provas constituem-se num verdadeiro ritual de iniciação para o herói ou heroína;

### Morfologia dos contos de fadas
Em seu famoso estudo sobre o conto maravilhoso (no qual inclui os contos de fadas), V.I. Propp afirma que ele "atribui frequentemente ações iguais a personagens diferentes". Estas ações (mais adiante denominadas "funções") nos permitiriam estudar os personagens dos contos a partir das mesmas. Tendo isto em vista, Propp elabora quatro teses principais:
1. "Os elementos constantes, permanentes, do conto maravilhoso são as funções dos personagens, independentemente da maneira pela qual eles as executam. Essas funções formam as partes constituintes básicas do conto."
2. | “ | Na maioria das tradições, as fadas aparecem ligadas ao amor, ou sendo elas próprias as amadas, ou sendo mediadoras entre os amantes. A partir da cristianização do mundo, foi esse último sentido que predominou, perdendo-se completamente aquela outra dimensão "mágica", sobrenatural. | ” | "O número de funções dos contos de magia conhecidos é limitado."
3. "A seqüência das funções é sempre idêntica."
4. "Todos os contos de magia são monotípicos quanto à construção."

Contudo, as teses de Propp foram objeto de críticas, particularmente por parte do antropólogo Claude Lévi-Strauss. No ensaio "A estrutura e a forma" (publicado nesta mesma edição da obra de Propp), ele observa:
| “ | Vimos que o conto de fadas é uma narrativa explicitando funções, cujo número é limitado e cuja ordem de sucessão é constante. A diferença formal entre vários contos resulta da escolha, operada individualmente, entre as trinta e uma funções disponíveis e da eventual repetição de certas funções. Mas nada impede a realização de contos com a presença de fadas, sem que a narrativa obedeça à norma precedente; é o caso dos contos fabricados, dos quais podemos encontrar exemplos em Andersen, Brentano e Goethe. Inversamente, a norma pode ser respeitada apesar da ausência de fadas. O termo 'conto de fadas' é, pois, duplamente impróprio. | ” |

## O significado oculto dos contos de fadas
Ao longo dos últimos 100 anos, os contos de fadas e seu significado oculto têm sido objeto da análise dos seguidores de diversas correntes da psicologia. Sheldon Cashdan, por exemplo, sugere que os contos seriam "psicodramas da infância" espelhando "lutas reais". Na visão de Cashdan, "embora o atrativo inicial de um conto de fada possa estar em sua capacidade de encantar e entreter, seu valor duradouro reside no poder de ajudar as crianças a lidar com os conflitos internos que elas enfrentam no processo de crescimento".
Cashdan prossegue em sua análise sobre a vinculação entre os contos de fadas e os conflitos internos infantis:
| “ | Cada um dos principais contos de fadas é único, no sentido em que trata de uma predisposição falha ou doentia do eu. Logo que passamos do "era uma vez", descobrimos que os contos de fada falam de vaidade, gula, inveja, luxúria, hipocrisia, avareza ou preguiça - os "sete pecados capitais da infância". Embora um determinado conto de fada possa tratar de mais de um "pecado", em geral um deles ocupa o centro da trama. | ” |

O processo pelo qual as crianças podem utilizar os contos de fadas na resolução de seus próprios problemas é explicitado mais adiante:
| “ | O modo pelo qual os contos de fada resolvem esses conflitos é oferecendo às crianças um palco onde elas podem representar seus conflitos interiores. As crianças, quando ouvem um conto de fada, projetam inconscientemente partes delas mesmas em vários personagens da história, usando-os como repositórios psicológicos para elementos contraditórios do eu. | ” |

Já os jungianos, veem nas personagens dos contos "figuras arquetípicas", que, segundo Franz, "à primeira vista, não têm nada a ver com os seres comuns ou com os caracteres descritos pela Psicologia".

### A jornada interior
Pelo seu núcleo problemático ser existencial, os contos de fadas podem também ser encarados como "uma jornada em quatro etapas, sendo cada etapa da jornada uma estação no caminho da auto-descoberta":
1. TRAVESSIA: "leva o herói ou heroína a uma terra diferente, marcada por acontecimentos mágicos e criaturas estranhas".
2. ENCONTRO: "com uma presença diabólica –uma madrasta malévola, um ogro assassino, um mago ameaçador ou outra figura com características de feiticeiro".
3. CONQUISTA: "o herói ou heroína mergulha numa luta de vida ou morte com a bruxa, que leva inevitavelmente à morte desta última".
4. CELEBRAÇÃO: "um casamento de gala ou uma reunião de família, em que a vitória sobre a bruxa é enaltecida e todos vivem felizes para sempre".

## Tradição oral e escrita

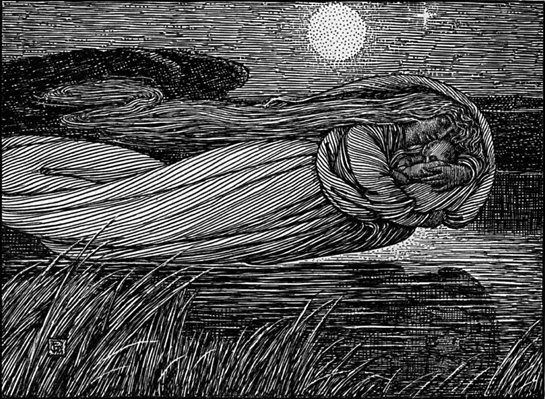
A Dama do Lago sequestra Lancelot (ilustração de George Wooliscroft & Louis Rhead, 1898)

Conforme registra Squire, "uma mitologia deve ser sempre mais velha do que os mais antigos versos e histórias que a celebram. Poemas e sagas elaborados não são feitos num dia, ou num ano". Efetivamente, embora a tradição oral céltica do "conto mágico" possa ser velha de milhares de anos, foi somente no século VII, com a transcrição do poema épico anglo-saxão Beowulf que ela começou a ter registro material. As fadas, contudo, precisariam esperar até o século IX para serem registradas nas páginas dos Mabinogion, texto galês composto por quatro histórias distintas.
Os Mabinogion não assinalam somente o surgimento das fadas, mas também a transformação das aventuras reais que porventura podem ter dado origem ao Ciclo Arturiano, em lendas. Um dos quatro poemas narrativos que o compõe, "O Sonho de Rhonabry", descreve a luta do rei Artur contra os romanos. Após ser traído por seu sobrinho Morderete (posteriormente transformado num filho ilegítimo, Sir Mordred) e mortalmente ferido, o rei é levado pelas fadas para a mítica ilha de Avalon, onde elas residem.
Em 1155, o Roman de Brut de Wace retoma as aventuras lendárias de Artur e seus cavaleiros. Em destaque, a figura da fada Viviana que cria, no lago onde vive, um menino que havia encontrado abandonado (e que, futuramente, se transformaria em Lancelote, o Cavaleiro do Lago). Posteriormente, a personalidade de Viviana sofre transformações ao longo de diversas histórias: de protetora de Lancelot, torna-se companheira do mago Merlim e, finalmente, surge como uma "sedutora maligna" que aprisiona o mago num círculo mágico.
Ainda no século XII, os Lais de Marie de France cumpriram o papel de diluir a cultura céltico-bretã pelas cortes de toda a Europa e facilitar sua absorção pelo cristianismo. Neste processo, no entanto, os mitos poéticos celtas gradualmente perderam sua dimensão sobrenatural. Conforme assinala Graves, embora o cristianismo possua um forte elemento mítico, esta palavra adquiriu após ele um significado de "fantasioso, absurdo, não-histórico". Os culpados por isso teriam sido justamente os trovadores franco-normandos, que transformaram o que era originalmente uma "linguagem mágica"  em vulgares romances de cavalaria.

## A evolução dos contos de fadas

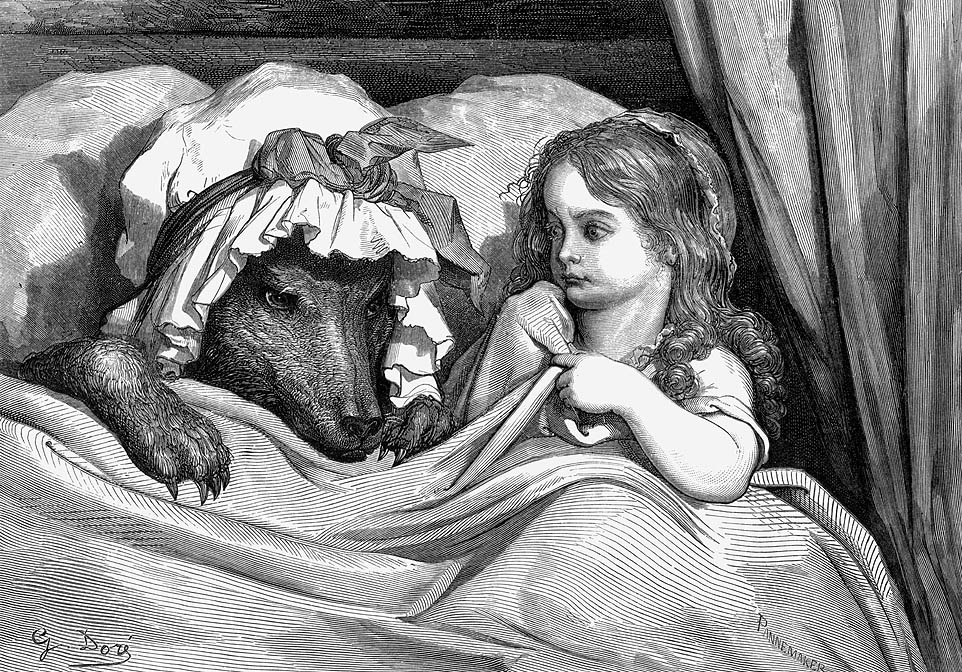
Chapéuzinho Vermelho divide o leito com o lobo (ilustração de Gustave Doré)

Diferentemente do que se poderia pensar, os contos de fadas não foram escritos para crianças, muito menos para transmitir ensinamentos morais (ao contrário das fábulas de Esopo). Em sua forma original, os textos traziam doses fortes de adultério, incesto, canibalismo e mortes hediondas. Marina Warner, especialista em histórias infantis da Universidade de Essex, na Inglaterra, diz que "a fome e a mortalidade infantil serviam de inspiração" para os contos de fadas, surgidos em sua maioria na Europa da Idade Média. Segundo registra Cashdan:
| “ | Originalmente concebidos como entretenimento para adultos, os contos de fadas eram contados em reuniões sociais, nas salas de fiar, nos campos e em outros ambientes onde os adultos se reuniam - não nas creches. | ” |

Mais adiante, Cashdan exemplifica:
| “ | É por isso que muitos dos primeiros contos de fada incluíam exibicionismo, estupro e voyeurismo. Em uma das versões de Chapeuzinho Vermelho, a vovozinha faz um striptease para o lobo, antes de pular na cama com ele. Numa das primeiras interpretações de A bela adormecida, o príncipe abusa da princesa em seu sono e depois parte, deixando-a grávida. E no conto A Princesa que não conseguia rir, a heroína é condenada a uma vida de solidão porque, inadvertidamente, viu determinadas partes do corpo de uma bruxa. | ” |

Ainda conforme Cashdan, "alguns folcloristas acreditam que os contos de fada transmitem 'lições' sobre comportamento correto e, assim, ensinam aos jovens como ter sucesso na vida, por meio de conselhos.(…)A crença de que os contos de fada contêm lições pode ser, em parte, creditada a Perrault, cujas histórias vem acompanhadas de divertidas 'morais', muitas das quais inclusive rimadas". E ele conclui: "os contos de fada possuem muitos atrativos, mas transmitir lições não é um deles".

### Fadas em transição

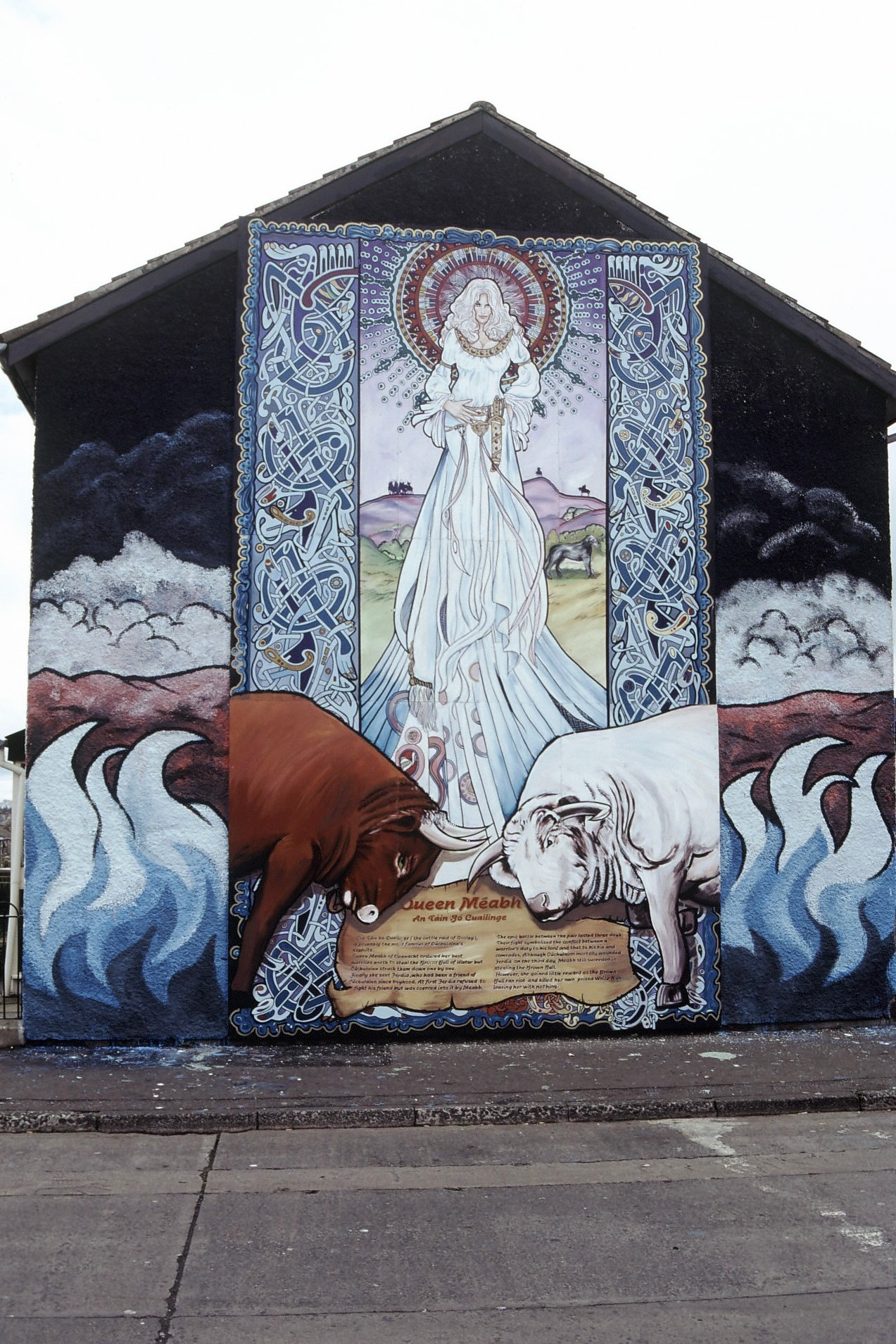
A Rainha Mab

Depois de seu aparecimento no ciclo literário da "matéria da Bretanha" nos séculos XII e XIII, através de Maria de França e Chrétien de Troyes, entre outros, as fadas voltaram ao centro das atenções com a figura ambígua de Melusina (druidesa ou fada? mulher ou serpente?), personagem do romance Melusine, publicado no século XIV na França e que fez sucesso por mais de 100 anos.
A partir do século XVI, os contos de fadas (ainda pensados para adultos), começaram a ser reunidos em coletâneas, entre as quais se destacam:
- Noites prazerosas, de Straparola (século XVI): escritas por Gianfrancesco Straparola da Caravaggio em duas etapas (1550 e 1554). Ele reuniu nesta coletânea várias narrativas contadas nas diversas províncias italianas.

- O conto dos contos, de Basile (século XVII): coletânea escrita por Giambattista Basile, foi publicada pela primeira vez em Nápoles, em 1634. Nela, Basile recria contos de fada (ou "de encantamento") da tradição popular napolitana, tendo como narrativa-moldura a história de Zoza, uma princesa melancólica que nada fazia sorrir. O subtítulo da obra, Pentameron, é uma alusão ao Decameron de Bocaccio, e também ao fato de que a narrativa transcorre ao longo de cinco dias ("penta"=cinco).

Dos contos de Basile saíram alguns outros posteriormente popularizados por Perrault: "Cogluso" é a base de "O Gato de Botas"; "Sole, Luna e Talia" deu origem a "A Bela Adormecida"; de "Zezolla" surgiu "A Gata Borralheira", etc.
O Renascimento veria ainda o surgimento de várias outras obras influenciadas pela atmosfera mágica céltico-bretã. O próprio Shakespeare apresenta um rei dos duendes (Oberon), uma rainha das fadas (Titânia) e um duende (Puck) em sua peça "Sonho de uma noite de verão". Mesmo numa obra mais "séria", como "Romeu e Julieta", o Bardo introduz uma fada, a Rainha Mab.
É nesta mesma tradição que Camões apresenta em "Os Lusíadas" o episódio da Ilha dos Amores, uma reminiscência da ilha de Avalon e das Ilhas Afortunadas habitadas pelas fadas, onde os navegantes portugueses são acolhidos por "ninfas" após "seus esforçados trabalhos". Todavia, em fins do século XVII este conteúdo feérico já havia sido esvaziado do seu significado mítico original, e, cada vez mais passou a ser visto apenas "como uma relíquia esquisita da infância da humanidade".

#### Romances preciosos
De fins do século XVII até pouco antes da Revolução Francesa no século XVIII, a decadência do racionalismo clássico deu margem ao surgimento de uma literatura "extra-oficial" que celebrava a "exaltação da fantasia, do imaginário, do sonho, do inverossímil". Em sua produção e divulgação destacou-se o papel das preciosas, mulheres cultas que reuniam em seus "salões" a elite intelectual da época, muitas vezes para apreciar exclusivas dramatizações de contos de fadas.
Uma das preciosas mais conhecidas, tanto por sua produção literária quanto por sua vida escandalosa, foi a jovem baronesa Madame D'Aulnoy, que em 1690 publicou o "romance precioso" História de Hipólito, onde há um episódio, a "História de Mira", protagonizado por uma fada. Mira transformou-se num sucesso e lançou moda na corte francesa, fazendo com que Mme. D'Aulnoy escrevesse mais oito romances feéricos entre 1696 e 1698, dentre os quais se destacam Contos de Fadas, Novos Contos de Fadas e Ilustres Fadas. Nas páginas destas obras surgem contos como "O pássaro azul", "A princesa de cabelos de ouro", "O ramo de ouro", posteriormente reaproveitados como literatura infantil.
O ambiente propício criado pelos romances preciosos possibilitou a acolhida de As mil e uma noites no início do século XVIII, e perdurou até fins do século, quando, entre 1785 e 1789 foi publicada a série "Gabinete de Fadas - Coleção Escolhida de Contos de Fadas e Outros Contos Maravilhosos". Seus 41 volumes, escritos por vários autores, marcam o fim deste tipo de produção literária voltado exclusivamente para o público adulto.

### Contos de fadas para crianças
As versões infantis de contos de fadas hoje consideradas clássicas, devidamente expurgadas e suavizadas, teriam nascido quase por acaso na França do século XVII, na corte de Luís XIV, pelas mãos de Charles Perrault. Para Sheldon Cashdan, em referência aos países de língua inglesa, a transformação dos contos de fadas em literatura infantil (ou sua popularização) só teria mesmo ocorrido no século XIX, em função da atividade de vendedores ambulantes ("mascates") que viajavam de um povoado para o outro "vendendo artigos domésticos, partituras e pequenos volumes baratos chamados de chapbooks". Estes chapbooks (ou cheap books, "livros baratos" em inglês), eram vendidos por poucos centavos e continham histórias simplificadas do folclore e contos de fadas expurgados das passagens mais fortes, o que lhes facultava o acesso a um público mais amplo e menos sofisticado.

### Perrault e a Mãe Gansa

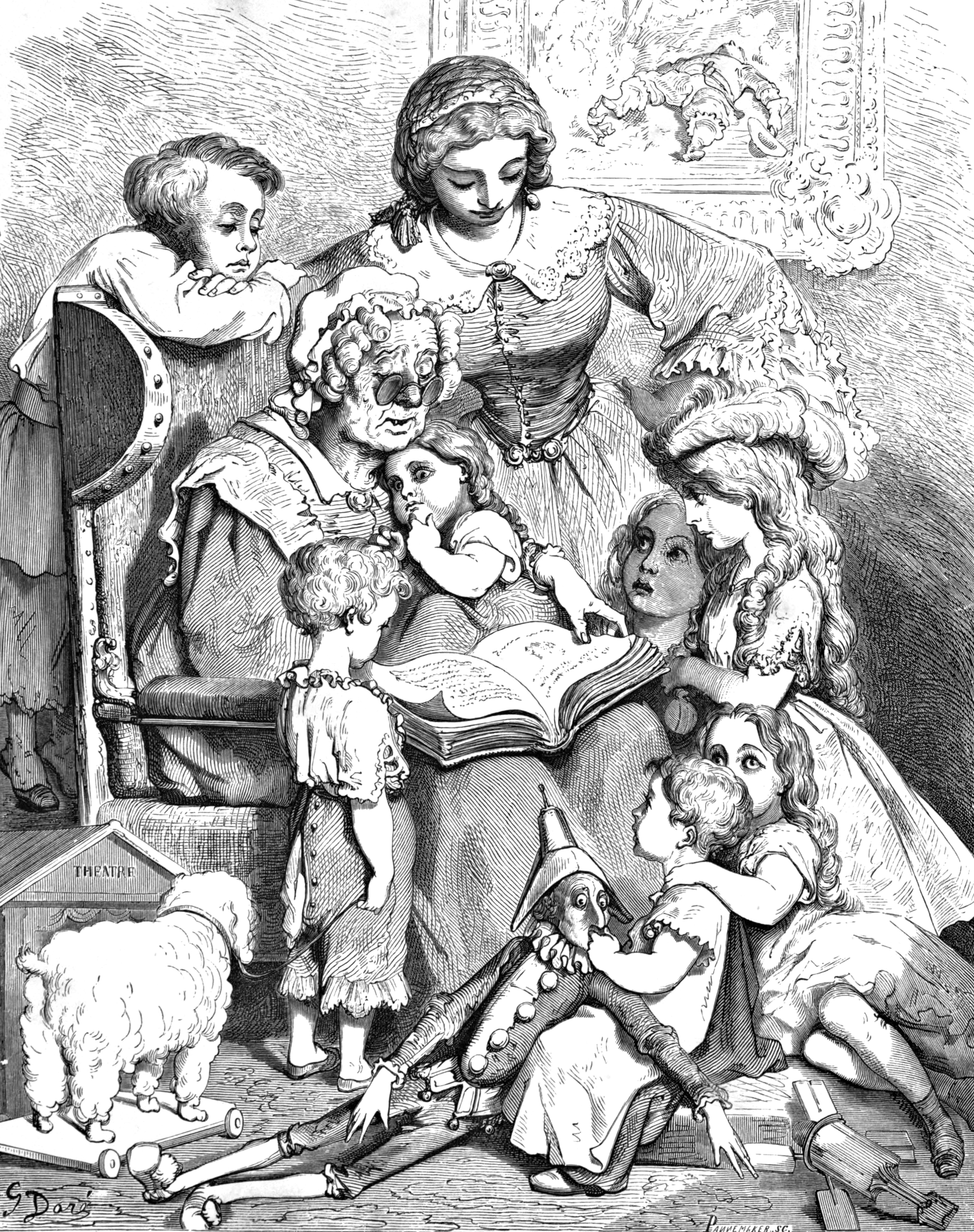
Ilustração de Contes de ma Mère l'Oie por Gustave Doré

Em 1697, Perrault publicou Contes de ma Mère l'Oye ("Contos da minha Mãe Gansa"), uma coletânea de narrativas populares folclóricas e que, num primeiro momento, não se destinavam a crianças, mas a embasar a defesa da literatura francesa (considerada inferior aos clássicos greco-romanos por acadêmicos da época) e da causa feminista, que possuía como uma de suas líderes a sobrinha de Perrault, Mlle. Héritier. As duas primeiras adaptações ("A paciência de Grisélidis", de 1691 e "Os desejos ridículos", de 1694) reforçam esta tese. Apenas em 1696, com a adaptação de "A Pele de Asno" é que Perrault manifesta a intenção de escrever para crianças, principalmente meninas, orientando sua formação moral.
A Mère l'Oye era uma figura familiar dos velhos contos folclóricos franceses, sempre cercada pelos filhotes que ouviam suas histórias fascinados. Todavia, pelo hábito das mulheres contarem histórias enquanto teciam durante os dias longos de inverno, a capa do livro foi ilustrado com a vinheta de uma velha fiandeira, não de uma gansa. A Mère l'Oye passou então a ser associada com a figura da fiandeira, que ganhou nomes locais nos vários países onde os contos foram traduzidos ("Carochinha", por exemplo).
- Principais contos da "Mère l'Oye": A Bela Adormecida no Bosque, Chapeuzinho Vermelho, O Barba Azul, O Gato de Botas, As Fadas, A Gata Borralheira, Henrique de Topete e O Pequeno Polegar.

### Gabrielle-Suzanne Barbot
Gabrielle-Suzanne Barbot de Villeneuve (La Rochelle, 1695 — Paris, 1755) é uma escritora francesa e autora da mais antiga versão da fábula A Bela e a Fera. Suas principais influências são Madame d'Aulnoy (Marie-Catherine d'Aulnoy , consta que ela chamou suas obras de contes de fée (contos de fadas) dando origem à expressão que é agora utilizada genericamente para o gênero), Charles Perrault e outros autores preciosistas. A primeira versão de A Bela e a Fera foi publicada no La jeune ameriquaine, et les contes marins contendo mais de cem páginas envolvendo uma fera genuinamente selvagem. Sua versão foi re-escrita e publicada por Jeanne-Marie Leprince de Beaumont  (1711-1780), tornando-se esta a versão mais comum. Jeanne-Marie foi autora de mais de 70 volumes, mas, injustamente, atualmente só é conhecida como autora de "A Bela e a Fera".

### Os Irmãos Grimm e o Espírito Teutônico

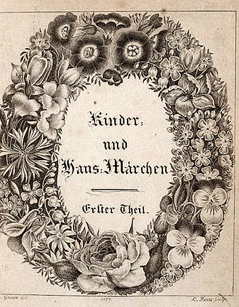
Capa da edição de 1812 de Kinder und Hausmaerchen

Depois de atravessar uma fase de desinteresse por parte do público adulto após a Revolução Francesa, os contos de fadas despertaram novamente a atenção dos pesquisadores no início do século XIX, graças aos estudos de Gramática Comparada que, tomando o sânscrito por base, buscavam descobrir a evolução das diversas línguas e dialetos, e assim, determinar a identidade nacional de cada povo.
Tendo isto em mente, mais de 100 anos após Perrault ter publicado as histórias da Mãe Gansa, os folcloristas Jacob e Wilhelm Grimm, integrantes do Círculo Intelectual de Heidelberg, efetuaram um trabalho de coleta de antigas narrativas populares com o qual esperavam caracterizar o que havia de mais típico no espírito do povo alemão (mesmo que muitas destas narrativas originalmente nada tivessem de germânicas). Como principais fontes da tradição oral, os Grimm se valeram da prodigiosa memória da camponesa Katherina Wieckmann e de uma amiga da família, Jeannette Hassenpflug, de ascendência francesa.
Como resultado de sua pesquisa, entre 1812 e 1822, os irmãos Grimm publicaram uma coletânea de 100 contos denominada Kinder und Hausmaerchen ("Contos de fadas para crianças e adultos"). As inúmeras semelhanças de episódios e personagens com aqueles das histórias de Perrault evidenciam que mais do que um fundo comum de fontes folclóricas, os Grimm podem ter simplesmente lançado mão de adaptações das histórias recolhidas pelo estudioso francês.
- Principais contos de "Kinder und Hausmaerchen": Pele de Urso, A Gata Borralheira e João e Maria.

### Andersen: o "Pai" da Literatura Infantil
Já imbuído do forte (e melancólico) espírito do Romantismo, o poeta e romancista dinamarquês Hans Christian Andersen escreveu cerca de duzentos contos infantis, parte retirados da cultura popular, parte de sua própria lavra. Publicados com o título geral de Eventyr ("Contos"), entre 1835 e 1872, eles consagraram Andersen como o verdadeiro criador da literatura infantil.
- Principais contos de "Eventyr": A Roupa Nova do Imperador, O Patinho Feio, Os Sapatinhos Vermelhos, A Pequena Sereia, A Pequena Vendedora de Fósforos, A Princesa e a Ervilha.

### Carroll e Collodi: o "fantástico absurdo"
Na segunda metade do século XIX, os contos de fadas começam novo ciclo de decadência. Em lugar do sobrenatural, o nonsense de base racionalista. O principal representante desta nova escola é Lewis Carroll, a partir do livro "Alice no País das Maravilhas", de 1865. Outro que obteve êxito em fundir o maravilhoso com o racionalismo foi o italiano Carlo Collodi, que em 1883 publicou "Pinóquio", um dos maiores sucessos da literatura infantil mundial. É ali que surge não somente o boneco cujo sonho era se transformar em gente, mas a Fada Azul, uma benfeitora mágica capaz de transformar sonhos em realidade.

### Livros das fadas de Lang
No final do século XIX, o escritor e antropólogo escocês Andrew Lang começou a publicação dos Livros das fadas de Lang. Na época em que trabalhou, coleções de contos de fadas ingleses eram raras: O Fairy Book de Dinah Maria Mulock Craik (1869) foi um precedente solitário. Quando Lang começou seus esforços, ele lutava contra os críticos educacionais que julgavam os contos populares irreais, brutais, escapistas e prejudiciais para os jovens leitores. Ao longo de uma geração, os livros de Lang causaram uma revolução na opinião pública.

## Autores e Obras
De Muitos Países
- García Carcedo, Pilar (2020): Entre brujas y dragones. Travesía comparativa por los cuentos tradicionales del mundo . Madrid: ed. Verbum. Estúdio comparativo y antología de cuentos tradicionales del mundo
- Andrew Lang 's cores da fada Livros (1890-1913)
- Wolfram Eberhard (1909-1989)
- Howard Pyle 's The Wonder Relógio
- Ruth Manning-Sanders (País de Gales , 1886–1988)
- World Tales (Reino Unido , 1979) por Idries Shah
- Richard Dorson (1916-1981)
- The Annotated Classic Fairy Tales (Estados Unidos , 2002) por Maria Tatar

Itália
- Pentamerone (Itália , 1634-1636) por Giambattista Basile
- Giovanni Francesco Straparola (Itália , século XVI)
- Giuseppe Pitrè , colecionador italiano de contos populares de sua Sicília natal (Itália , 1841-1916)
- Laura Gonzenbach , colecionadora suíça de contos populares da Sicília (Suíça , 1842-1878)
- Domenico Comparetti , estudioso italiano (Itália , 1835-1927)
- Thomas Frederick Crane , advogado americano (Estados Unidos, 1844-1927)
- Luigi Capuana , autor italiano de fiabe literário
- Italo Calvino, Contos populares italianos (Itália , 1956)

França
- Charles Perrault (França , 1628-1703)
- Eustache Le Noble , escritor francês de contos de fadas literários (França, 1646-1711)
- Madame d'Aulnoy (França , 1650-1705)
- Emmanuel Cosquin , colecionador francês de contos de fadas da Lorena e um dos primeiros comparativistas de contos (França , 1841-1919)
- Paul Sébillot , colecionador de contos populares da Bretanha , França (França , 1843-1918)
- François-Marie Luzel , colecionador francês de contos populares da Bretanha (França , 1821-1895)
- Charles Deulin , escritor e foklorista francês (França, 1827-1877)
- Édouard René de Laboulaye , jurista, poeta e editor francês de contos populares e contos de fadas literários
- Henri Pourrat , colecionador francês do folclore de Auvergne (1887-1959)
- Achille Millien , colecionador do folclore de Nivernais (França, 1838-1927)
- Paul Delarue , criador do catálogo de contos populares franceses (França, 1889-1956)

Alemanha
- Contos de fadas de Grimms (Alemanha , 1812-1857)
- Johann Karl August Musäus , escritor alemão de Volksmärchen der Deutschen (5 volumes; 1782-1786)
- Wilhelm Hauff , escritor e romancista alemão
- Heinrich Pröhle , colecionador de contos populares de língua germânica
- Franz Xaver von Schönwerth (Alemanha , 1810-1886)
- Adalbert Kuhn , filólogo e folclorista alemão (Alemanha , 1812-1881)
- Alfred Cammann (de) (1909-2008), colecionador de contos de fadas do século XX

Bélgica
- Charles Polydore de Mont (Pol de Mont) (Bélgica , 1857-1931)

Reino Unido e Irlanda
- Joseph Jacobs é dois livros de Celtic Fairytales e dois livros de Inglês Folktales (1854-1916)
- Livro dos contos de fadas britânicos de Alan Garner (Reino Unido , 1984), de Alan Garner
- Antigos contos de fadas ingleses do Reverendo Sabine Baring-Gould (1895)
- Contos populares das Terras Altas Ocidentais (Escócia , 1862), de John Francis Campbell
- Jeremiah Curtin , colecionador de contos populares irlandeses e tradutor de contos de fadas eslavos (Irlanda , 1835-1906)
- Patrick Kennedy , educador e folclorista irlandês (Irlanda , ca. 1801-1873)
- Séamus Ó Duilearga , folclorista irlandês (Irlanda , 1899–1980)
- WB Yeats , poeta irlandês e editor de contos populares irlandeses
- Peter and the Piskies: Cornish Folk and Fairy Tales (Reino Unido, 1958), de Ruth Manning-Sanders

Escandinávia
- Hans Christian Andersen , autor dinamarquês de contos de fadas literários (Dinamarca , 1805-1875)
- Helena Nyblom , autora sueca de contos de fadas literários (Suécia , 1843-1926)
- Contos populares noruegueses (Noruega , 1845-1870) por Peter Christen Asbjørnsen e Jørgen Moe
- Svenska folksagor och äfventyr (Suécia , 1844-1849) por Gunnar Olof Hyltén-Cavallius
- August Bondeson , colecionador de contos populares suecos (1854-1906)
- Jyske Folkeminder por Evald Tang Kristensen (Dinamarca , 1843-1929)
- Svend Grundtvig , colecionador de contos populares dinamarqueses (Dinamarca , 1824-1883)
- Benjamin Thorpe , estudioso inglês da literatura anglo-saxônica e tradutor de contos populares nórdicos e escandinavos (1782-1870)
- Jón Árnason , colecionador de folclore islandês
- Adeline Rittershaus , filóloga alemã e tradutora de contos populares islandeses

Estônia, Finlândia e região do Báltico
- Suomen kansan satuja ja tarinoita (Finlândia , 1852-1866) por Eero Salmelainen
- August Leskien , lingüista alemão e colecionador do folclore báltico (1840-1916)
- William Forsell Kirby , tradutor para inglês do folclore e contos populares finlandeses (1844-1912)
- Jonas Basanavičius , colecionador de folclore lituano (1851-1927)
- Mečislovas Davainis-Silvestraitis , colecionador do folclore lituano (1849-1919)
- Pēteris Šmits (lv), etnógrafo letão (1869-1938)

Rússia e regiões eslavas
- Veja também: Contos de fadas russos (desambiguação)
- Narodnye russkie skazki (Rússia , 1855-1863) por Alexander Afanasyev
- Louis Léger , tradutor francês de contos de fadas eslavos (França , 1843–1923)
- Oskar Kolberg , etnógrafo polonês que compilou vários contos populares e de fadas poloneses (Polônia , 1814-1890)
- Božena Němcová , escritora e colecionadora de contos de fadas tchecos (República Tcheca , 1820? -1862)
- Alfred Waldau (cs), editor e tradutor de contos de fadas tchecos
- Jan Karel Hraše (cs), escritor e editor de contos de fadas tchecos
- František Lazecký (cs), editor dos contos de fadas da Silésia (Slezské pohádky) (1975-1977)
- Pavol Dobšinský , colecionador de contos populares eslovacos (1828-1885)
- August Horislav Škultéty , escritor eslovaco (1819-1895)
- Albert Wratislaw , colecionador de contos populares eslavos
- Karel Jaromír Erben , poeta, folclorista e editor de contos populares tchecos (1811-1870)
- Vuk Karadžić , filogista sérvio (Sérvia , 1787-1864)
- Elodie Lawton , escritora e tradutora britânica de contos populares sérvios (1825–1908)
- Friedrich Salomon Krauss , colecionador do folclore eslavo do sul

Área dos Balcãs e Europa Oriental
- Legende sau basmele românilor (Romênia , 1874) por Petre Ispirescu
- Lazăr Șăineanu , folclorista romeno (1859-1934)
- Os contos de fadas romenos da Rainha Elisabeth de Wied , escritos sob nom de plume Carmen Sylva [129]
- Johann Georg von Hahn , diplomata austríaco e colecionador do folclore albanês e grego (1811-1869)
- Auguste Dozon , erudito e diplomata francês que estudou o folclore albanês (1822-1890)
- Robert Elsie , albanologista alemão nascido no Canadá (Canadá , 1950–2017)
- Donat Kurti , frade franciscano albanês, educador, estudioso e folclorista (1903-1983)
- Anton Çeta , folclorista albanês, professor acadêmico e universitário da Iugoslávia (1920-1995)
- Lucy Garnett , viajante britânica e folclorista sobre a Turquia e o folclore dos Balcãs (1849–1934)
- Francis Hindes Groome , estudioso inglês das populações ciganas (Inglaterra , 1851-1902)

Hungria
- Elek Benedek , jornalista húngaro e colecionador de contos populares húngaros
- János Erdélyi , poeta, crítico, autor, filósofo que colecionou contos populares húngaros
- Gyula Pap , etógrafo que contribuiu para a coleção Folk-contos of the Magyars
- O Livro de Fadas Húngaro , de Nándor Pogány (1913). [130]
- Antigos contos de fadas húngaros (1895), da condessa Emma Orczy e Montague Barstow.

Espanha e Portugal
- Fernán Caballero (Cecilia Böhl de Faber) (Espanha , 1796-1877)
- Francisco Maspons y Labrós (Espanha , 1840-1901)
- Antoni Maria Alcover i Sureda , sacerdote, escritor e colecionador de contos populares catalães de Maiorca (Maiorca , 1862-1932)
- Julio Camarena (es), folclorista espanhol (1949-2004)
- Teófilo Braga , colecionador de contos populares portugueses (Portugal , 1843-1924)
- Zófimo Consiglieri Pedroso , folclorista português (Portugal , 1851–1910)
- Wentworth Webster , colecionador de folclore basco
- Elsie Spicer Eells , investigadora do folclore ibérico (português e brasileiro)

Oriente Médio
- Antoine Galland , tradutor francês das Mil e Uma Noites (França, 1646-1715)
- Gaston Maspero , tradutor francês de contos populares egípcios e do Oriente Médio (França , 1846-1916)
- Hasan M. El-Shamy , criador de uma classificação de catálogo de contos populares árabes e do Oriente Médio
- Amina Shah , antologista britânica de histórias e contos populares sufis (1918-2014)
- Raphael Patai , estudioso do folclore judaico (1910-1996)
- Howard Schwartz , colecionador e editor de contos populares judaicos (1945-)
- Heda Jason (de), folclorista israelense
- Dov Noy (de), folclorista israelense (1920-2013)

Turquia
- Pertev Naili Boratav , folclorista turco (1907-1998)
- Kaloghlan (Turquia , 1923) por Ziya Gökalp

Sul da Ásia, Índia e Seri Lanca
- Panchatantra (Índia , século III a.C.)
- Kathasaritsagara , compilação do folclore indiano feita por Somadeva no século XI
- Lal Behari Dey , reverendo e registrador de contos populares bengalis (Índia , 1824-1892)
- James Hinton Knowles , missionário e colecionador do folclore da Caxemira
- Maive Stokes , autor britânico nascido na Índia (1866-1961)
- Livro de contos de fadas indianos de Joseph Jacobs (1854–1916)
- Coleção de folclore Tamil de Natesa Sastri e tradução de Madanakamaraja Katha
- Village Folk-Tales of Ceylon , três volumes de H. Parker (1910)
- Pandit Ram Gharib Chaube e o orientalista britânico William Crooke
- Verrier Elwin , etógrafo e colecionador de contos populares indígenas (1902-1964)
- AK Ramanujan , poeta e estudioso da literatura indiana (1929-1993)
- Santal Folk Tales , três volumes de Paul Olaf Bodding (1925–29)

América
- Marius Barbeau , folclorista canadense (Canadá , 1883-1969)
- Joel Chandler Harris 's Tio Remus série de livros
- Contos do País das Nuvens , de Marie Campbell
- Ruth Ann Musick , estudiosa do folclore da Virgínia Ocidental (1897-1974)
- Cuentos populares mexicanos (México , 2014) por Fabio Morábito
- Américo Paredes , autor especializado em folclore do México e da fronteira mexicano-americana (1915-1999)
- Elsie Clews Parsons , antropóloga americana e colecionadora de folkales dos países da América Central (New York City, 1875-1941)
- John Alden Mason , lingüista americano e colecionador do folclore porto-riquenho (1885-1967)
- Aurelio Macedonio Espinosa Sr. , estudioso do folclore espanhol (1880–1958)

Brasil
- Sílvio Romero, advogado brasileiro e colecionador de contos populares (Brasil , 1851–1914)
- Luís da Câmara Cascudo, antropólogo e etnólogo brasileiro (Brasil , 1898–1986)
- Lindolfo Gomes (pt), folclorista brasileiro (1875–1953)
- Marco Haurélio , escritor e folclorista contemporâneo, autor de Contos e Fábulas do Brasil e Contos Folclóricos Brasileiros .

África
- Hans Stumme , estudioso e colecionador do folclore norte-africano (1864-1936)
- Sigrid Schmidt, folclorista e colecionadora de contos populares da parte sul da África [131]

Ásia
- Kunio Yanagita (Japão , 1875–1962)
- Seki Keigo, folclorista japonês
- Lafcadio Hearn
- Dean Fansler , professor e estudioso do folclore filipino

Diversos
- Contos de fadas misturados
- Fairy Tales (Estados Unidos , 1965) por EE Cummings
- Contos de fadas, agora coletados pela primeira vez: para os quais estão precedidas duas dissertações: 1. Sobre pigmeus. 2. On Fairies (Inglaterra , 1831) por Joseph Ritson